# Вава (річка)
Вава (або Уауа; ісп. Rio Wawa ісп. вимова: [ˈwawa], також відома як Rio Hauhau) — річка, розташована у Автономному регіоні Північно-Карибського узбережжя Нікарагуа в 400 кілометрах на північний схід від столиці Манагуа, що стікає до Карибського моря. Вона протікає на південний схід через північний схід Нікарагуа до регіону Москітовий берег (або берег Мискіто). Річка з'єднується з Лагуна-де-Карата на південь від Пуерто-Кабесас та впадає у Карибське море.
Район навколо річки складається в основному з заболочених земель. У цьому районі переважає тропічний клімат. Середньорічна температура в районі становить 25 °C. Найтепліший місяць червень, коли середня температура становить 26 °C, а найхолодніший січень з 22 °C. Середньорічна кількість опадів становить 3831 мм. Найбільш дощовий місяць - жовтень, з 517 мм опадів у середньому, а найпосушливіший - березень з 171 мм опадів.
| Кліматограма Вава                                                                               | Кліматограма Вава | Кліматограма Вава | Кліматограма Вава | Кліматограма Вава | Кліматограма Вава | Кліматограма Вава | Кліматограма Вава | Кліматограма Вава | Кліматограма Вава | Кліматограма Вава | Кліматограма Вава |
| ----------------------------------------------------------------------------------------------- | ----------------- | ----------------- | ----------------- | ----------------- | ----------------- | ----------------- | ----------------- | ----------------- | ----------------- | ----------------- | ----------------- |
| С                                                                                               | Л                 | Б                 | К                 | Т                 | Ч                 | Л                 | С                 | В                 | Ж                 | Л                 | Г                 |
| 490 24 21                                                                                       | 302 27 23         | 171 30 23         | 175 28 22         | 193 31 22         | 351 28 25         | 245 25 21         | 338 26 23         | 310 26 25         | 517 26 22         | 396 26 24         | 343 27 24         |
| Середня макс. і мін. температури повітря (°C) Атмосферні опади (мм), за рік : 3831 мм. Джерело: |                   |                   |                   |                   |                   |                   |                   |                   |                   |                   |                   |